# Erythranthe gemmipara
Erythranthe gemmipara är en gyckelblomsväxtart som först beskrevs av William Alfred Weber, och fick sitt nu gällande namn av Guy L. Nesom och N.S.Fraga. Erythranthe gemmipara ingår i släktet Erythranthe och familjen gyckelblomsväxter. Inga underarter finns listade i Catalogue of Life.